# Frank Dreyer
Frank Dreyer (* 16. November 1973 in Neindorf) ist ein deutscher Skatspieler und Skat-Weltmeister 2024 des Skatverbandes International Skat Players Association (ISPA).

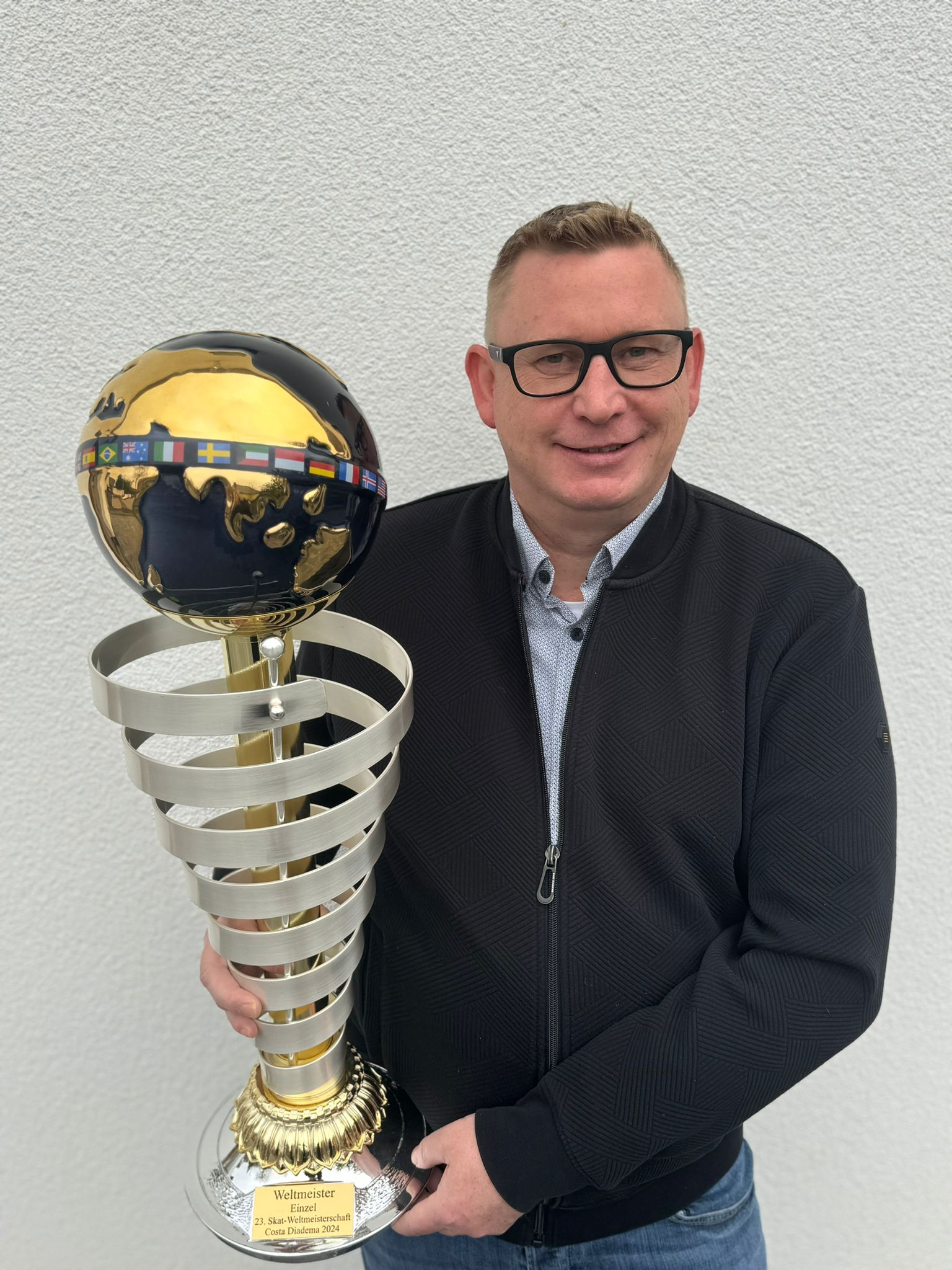
Frank Dreyer 2024 mit dem Weltmeisterpokal

## Privates
Frank Dreyer lebt seit seiner Geburt in Altbrandsleben (Sachsen-Anhalt). Er ist seit 2003 verheiratet und hat 2 Kinder. Als gelernter Versicherungskaufmann arbeitet er seit 1998 für die Allianz und ist für diese seit dem 1. Juli 2011 selbständig als Generalvertreter Frank Dreyer in Eilsleben tätig.
Neben dem Skat widmet er seine Freizeit auch anderen Aktivitäten, u. a. Tischtennis und Darts.

## Skat
Seit seinem 6. Lebensjahr spielt Dreyer Skat. Er spielte im Laufe der Jahre im DSKV und in der ISPA für verschiedene Vereine sowohl live als auch online:
- Börde Asse Wanzleben
- Schöppenstedter Streiche
- Gut Blatt Esslingen
- Sachsen Tigers
- 1. OBL Spitzbuben Obercunnersdorf

Neben dem Ligaspielbetrieb nahm er auch an vielen großen Turnieren teil, u. a.:
- 1. WM-Teilnahme 2000 in Magaluf (Spanien)
- 1. EM-Teilnahme 2005 in Wisla (Polen) und 1. Finaleinzug (7. Platz in der Einzelwertung)
- für den DSKV und der ISPA an Einzelmeisterschaften, Tandem - und Mannschaftsmeisterschaften

## Erfolge
- 2009 Sieger der GameDuell Skat Masters
- 2016 2. Sieger der DSKV Champions League
- 2017 Mannschaftseuropameister in Wisla
- 2021 Sieger des Sachsen-Anhalt Pokals
- 2023 3. Sieger DMM ISPA mit Sachsen Tigers Skat.com
- 2024 Sieger Eurostrand-Cup
- 2024 Sieger der 23. Skat-Weltmeisterschaft[2]